# Abdo Barka
Abdo Barka (arabisch عبده بركة; * 28. Februar 2001) ist ein bahrainischer Leichtathlet, der sich auf den Sprint spezialisiert hat.

## Sportliche Laufbahn
Erste Erfahrungen bei internationalen Meisterschaften sammelte Abdo Barka im Jahr 2019, als er bei den Arabischen Meisterschaften in Kairo in 10,40 s die Goldmedaille im 100-Meter-Lauf gewann und über 200 Meter in 21,14 s den sechsten Platz belegte. Zudem gewann er mit der bahrainischen 4-mal-100-Meter-Staffel in 39,91 s die Silbermedaille hinter dem Team aus Saudi-Arabien. Anschließend wurde er bei den Asienmeisterschaften in Doha in der Vorrunde über 100 Meter disqualifiziert und kam im Halbfinale über 200 Meter nicht ins Ziel. Im Oktober gelangte er bei den Militärweltspielen in Wuhan mit 10,45 s auf den fünften Platz über 100 Meter und kam mit der Staffel im Vorlauf nicht ins Ziel. 2022 erreichte er bei den Islamic Solidarity Games in Konya bis ins Finale über 100 Meter, kam dort aber nicht ins Ziel.
2022 wurde Barka bahrainischer Meister im 100-Meter-Lauf.

## Persönliche Bestzeiten
- 100 Meter: 10,32 s (+1,0 m/s), 22. Oktober 2019 in Wuhan (bahrainischer U20-Rekord)
- 200 Meter: 21,00 s (+1,1 m/s), 23. April 2019 in Doha